# Gaoping (Jincheng)
Koordinaten: 35° 49′ N, 112° 54′ O

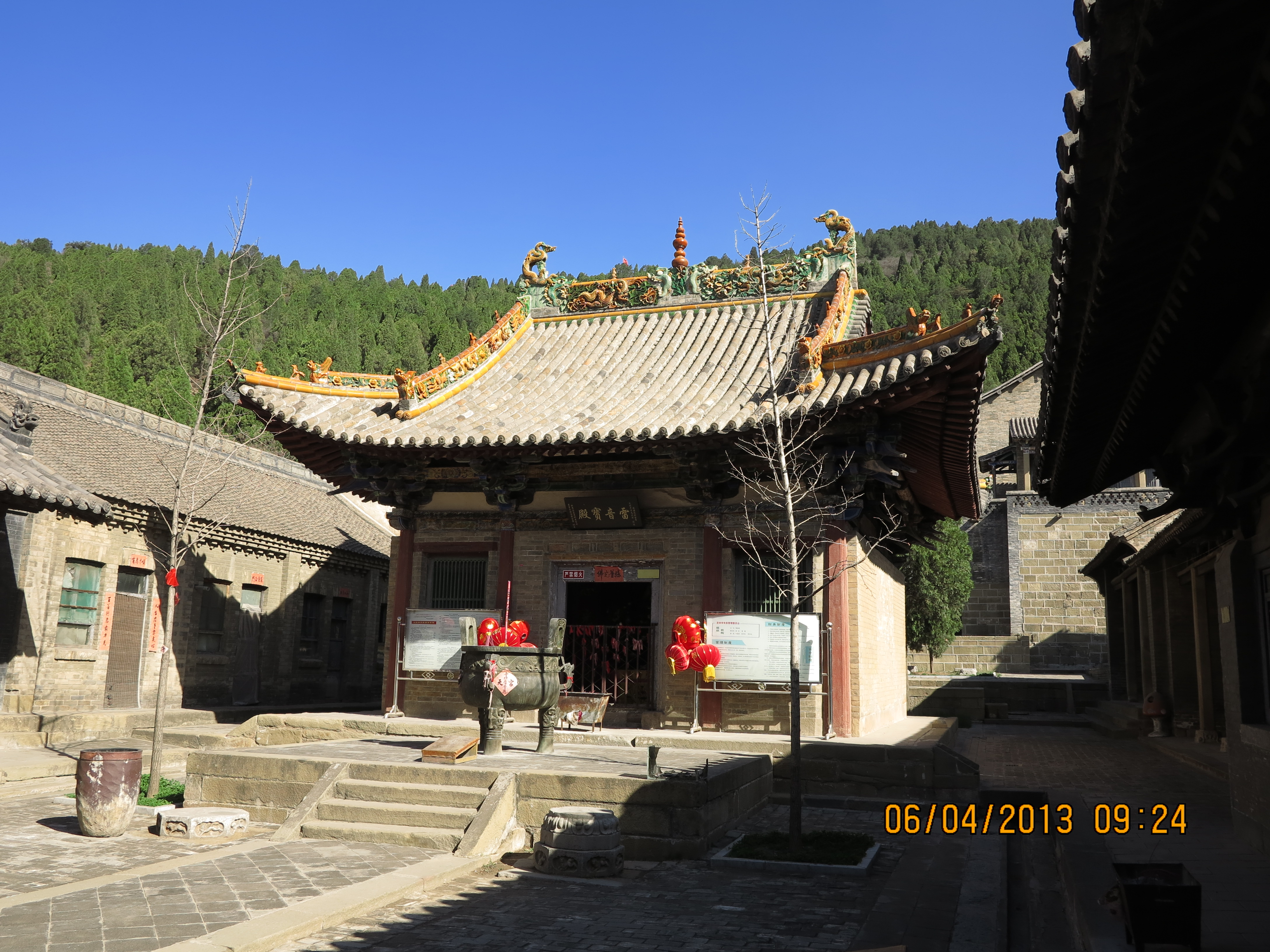
Denkmal in Gaoping

Die Stadt Gaoping (高平市; Pinyin Gāopíng Shì) ist eine kreisfreie Stadt. Sie gehört zum Verwaltungsgebiet der bezirksfreien Stadt Jincheng im Süden der chinesischen Provinz Shanxi. Die Fläche beträgt 992,6 Quadratkilometer und die Einwohnerzahl 453.054 (Stand: Zensus 2020).
Das Anwesen der Familie Ji (Ji shi minju 姬氏民居), der Chongming-Tempel (Chongming si 崇明寺), der Kaihua-Tempel (Kaihua si 开化寺), der Youxian-Tempel (Youxian si 游仙寺), der Dinglin-Tempel (Dinglin si 定林寺), der Tempel Xilimen Erxian miao 西李门二仙庙, Zhongping erxian gong 中坪二仙宫, Erlang-Tempel (Erlang miao 二郞庙), Qingchu guan 清梦观, Guzhong-Tempel (Guzhong miao 古中庙) und die Yangtoushan-Grotten (Yangtou shan shiku 羊头山石窟) stehen auf der Liste der Denkmäler der Volksrepublik China.